# 氯氨吡啶酸
氯氨吡啶酸是一种含氮有机化合物，化学式C
6H
4Cl
2N
2O
2，属于吡啶-2-甲酸类除草剂。它和亚硝酸钠、盐酸及氯化亚铜反应，可以得到3,4,6-三氯吡啶-2-甲酸。